# Den lejde herden
Den lejde herden (engelska: The Hireling Shepherd) är en oljemålning av den engelske konstnären William Holman Hunt. Den målades 1851 och är sedan 1896 utställd på Manchester Art Gallery. 
Tillsammans med Dante Gabriel Rossetti och John Everett Millais bildade Hunt det prerafaelitiska brödraskapet 1848. Deras mål var att söka en konstart med realism som visade den sanna naturen. I den färgstarka, symboltyngda och gåtfulla Den lejde herden skildras en lantliga engelsk sommaridyll över vilken en ödesdiger laddning av gränsöverträdelser, död och sexualitet vilar. Herden, som försummar att vaka över sina får, sträcker fram sin hand mot flickan för att visa henne dödskallesvärmaren han fångat.
Titeln anspelar på en vers i Johannesevangeliet (10:12–13) som förklarar att "den som är lejd och inte är en herde och som inte äger fåren, han överger fåren och flyr när han ser vargen komma, och vargen river dem och skingrar hjorden. Han är ju lejd och bryr sig inte om fåren." Detta i motsats till "den gode herden".
Målningens första ägare var naturforskaren William Broderip. Dennes kusin beställde en kopia av målningen året därpå. Hunt övertygade emellertid kusinen om att i stället beställa en helt ny målning, Våra engelska kuster. De båda målningar har det gemensamt att de avbildar en flock får. 